# Onthophagus phatoensis
Onthophagus phatoensis é uma espécie de inseto do género Onthophagus, família Scarabaeidae, ordem Coleoptera.
Foi descrita cientificamente por Masumoto, Ochi & Hanboonsong em 2008.